# Лахомшек
Лахомшек (словен. Lahomšek) — поселення в общині Лашко, Савинський регіон, Словенія. Висота над рівнем моря: 327,7 м.